# Benz 21/50 PS
Der Benz 21/50 PS war das erste Sechszylindermodell von Benz & Cie.
Der Wagen hatte einen wassergekühlten Sechszylinder-Reihenmotor mit 5340 cm³ Hubraum, seitlich stehenden Ventilen und seitlicher Nockenwelle. Die Leistung betrug 50 PS (37 kW) bei 1650 min−1. Die Motorkraft wurde über eine Lederkonuskupplung an ein Vierganggetriebe weitergeleitet und von dort über eine Kardanwelle an die Hinterräder. Geschaltet wurde mit einer Kulissenschaltung rechts außen am Wagen. Die Höchstgeschwindigkeit lag bei 82 km/h, der Benzinverbrauch bei 23 l/100 km; Tankinhalt 100 Liter.  Der Kraftstoff wurde durch Druck der Auspuffgase gefördert.
Die Fahrzeuge hatten Pressstahlrahmen und waren mit blattgefederten Starrachsen und Holz- oder Drahtspeichenrädern ausgestattet. Die Fußbremse wirkte auf das Getriebe; die Handbremse auf die Hinterräder.

## Quelle
- Werner Oswald: Mercedes-Benz Personenwagen 1886–1986. 4. Auflage. Motorbuch Verlag Stuttgart (1987). ISBN 3-613-01133-6, S. 57